# Scolopax saturata
Scolopax saturata là một loài chim trong họ Scolopacidae.